# Matthias Dang

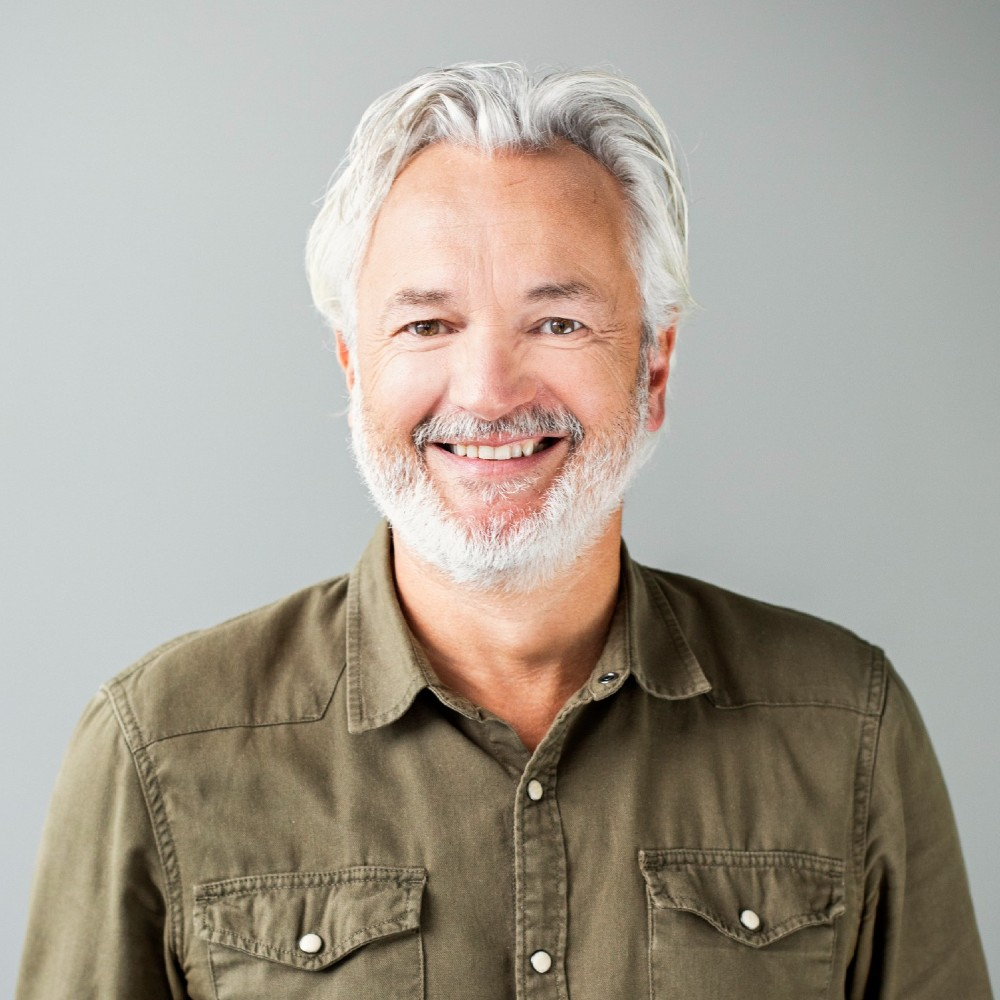
Matthias Dang (2019)

Matthias Dang (* 10. April 1967 in Mainz) ist ein deutscher Medienmanager und ehemaliger Handballschiedsrichter. Von 2021 bis Januar 2025 war er Co-CEO von RTL Deutschland und seit 2017 Geschäftsführer der Ad Alliance. Seit März 2024 gehört er zudem dem Stiftungsrat der European netID Foundation an. Dang war Handball-Schiedsrichter und gehörte 15 Jahre dem Kader des Deutschen Handballbundes an.

## Leben

### Medien
Von 1989 bis 1993 studierte Dang Wirtschaftswissenschaften an der Johannes Gutenberg-Universität Mainz. Daneben arbeitete er in der 3sat-Zentralredaktion. 1993 kam der Diplom-Kaufmann zu IP Deutschland und hatte bis 1998 verschiedene Funktionen im Marketing inne.
1998 wurde Dang zum Verkaufsdirektor von IP Deutschland ernannt. 2003 wechselte er als Geschäftsleiter zurück ins Marketing. Von 2004 bis 2009 war er Geschäftsleiter Verkauf, im Oktober 2009 zunächst stellvertretender Geschäftsführer und seit 2012 schließlich Geschäftsführer des Unternehmens. Unter der Führung von Matthias Dang und Stephan Schäfer bündelten RTL Deutschland und Gruner + Jahr ihre Vermarktungsaktivitäten in der Ad Alliance. Diese gilt als wichtigster Baustein der stärkeren Zusammenarbeit bei Bertelsmann und mit weiteren Partnern.
Anfang 2019 wurde Dang zum Geschäftsführer für Vermarktung, Technologie und Daten bei RTL Deutschland berufen, der Mutter der Ad Alliance. Im Zuge der Übernahme von Gruner + Jahr wurde er zum Co-CEO ernannt. Dang ist Mitglied des Group Management Committee von Bertelsmann und des Operations Management Committee der RTL Group.
Im April 2024 gab die RTL Group bekannt, dass Dang das Unternehmen nach mehr als 30 Jahren bei RTL und IP Deutschland bzw. der Ad Alliance Ende Januar 2025 verlassen wird.

### Handball
Dang wirkte viele Jahre als ehrenamtlicher Schiedsrichter im deutschen Handball. Sein erstes Spiel leitete er 1983, ab 1992 im Gespann mit Thorsten Zacharias im Kader des Deutschen Handballbundes. Auf das Konto der beiden gehen insgesamt 481 Spiele, darunter etwa das Pokalendspiel zwischen dem SG Flensburg-Handewitt und dem HSV Hamburg im Jahr 2004 sowie das Pokalendspiel zwischen dem HSV Hamburg und dem THW Kiel im Jahr 2008.
Mit der Leitung des Länderspiels der deutschen Frauen-Nationalmannschaft gegen die Auswahl Angolas in der Kölner Lanxess Arena beendeten Dang und Zacharias 2008 ihre aktive Schiedsrichterkarriere.

## Auszeichnungen
- 2023: Medienmann des Jahres (Horizont)[14]